# ستاره چهارم
ستارهٔ چهارم (چکی: Čtvrtá hvězda) یک کمدی موقعیت تلویزیونی چکی است که در سال ۲۰۱۴ منتشر شد.

## گزیدهٔ بازیگران
- واتسلاف نوژل
- ایوان ترویان
- مارتا ایسووا
- مارتین میشیچکا
- لنکا کروبوتووا
- سیمونا بابچاکووا
- میروسلاو کروبوت
- مارک تاتسلیک
- کلارا ملیشکووا
- هینک چارماک
- تاتیانا مدوتسکا
- پاولینا اشتورکووا